# Śliwa domowa lubaszka
Śliwa domowa lubaszka (lubaszka, regionalnie – luboska) (Prunus domestica L. subsp. insititia (L.) Bonnier & Layens) – w zależności od systemu klasyfikacyjnego gatunek, podgatunek lub odmiana rośliny z rodziny różowatych. W „Krytycznej liście roślin naczyniowych Polski” lubaszka traktowana jest jako podgatunek. W Polsce roślina uprawna.

## Morfologia
PokrójNiewielkie drzewo lub krzew. Gałęzie trwale są matowe i omszone, czasami cierniste.
LiścieNiewielkie, o długości do kilku centymetrów.
KwiatyKwitnie w kwietniu małymi, białymi lub zielonkawymi, pachnącymi kwiatami o okrągłych płatkach korony. Kielich nagi.
OwoceKuliste lub jajowate, słodkokwaśne pestkowce na owłosionych szypułkach. Owoce mają matowy nalot, są granatowe, z czerwonym sokiem.

## Systematyka
W zależności od podziału systematycznego śliw lubaszka jest różnie klasyfikowana. Baza danych „Compleat Botanica” uznaje lubaszkę za odmianę śliwy domowej Prunus domestica L. var. insititia (L.) Fiori & Paoletti. Według innych klasyfikacji lubaszka Prunus domestica L. subsp. insititia (L.) Bonnier & Layen to podgatunek śliwy domowej, a bywa też uznawana za odrębny gatunek rodzaju śliwa – Prunus instititia L. Sękowski (1993) uznał, że „Klasyfikacja Roedera ma charakter najbardziej botaniczny. Każdy podgatunek i odmiana są pod względem wszystkich cech dość dokładnie opracowane i dlatego jest uważana za najlepszą z klasyfikacji.” Autor systemu z 1939 r. definiuje lubaszki jako odmianę var. pomariorum w obrębie podgatunku Prunus domestica L. subsp. insititia Fiori & Paoletti.
Lubaszka szeroko ujmowana jako odrębny gatunek (Prunus insititia) obejmuje w randze odmian mirabelki var. syriaca Koehne (owoce kuliste i żółte) oraz renklody var. italica N.M. Neum. (owoce zielone). Lubaszka traktowana wąsko jako podgatunek lub odmiana zajmuje pozycję równorzędną obok podanych taksonów. 